# Sabine Riemann

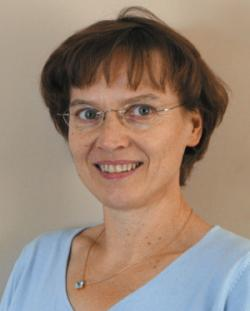
Sabine Riemann

Sabine Riemann, geb. Schaller, (* 27. August 1953 in Aue, Sachsen) ist eine deutsche Physikerin, die überwiegend auf dem Gebiet der experimentellen Elementarteilchenphysik und der Teilchenphänomenologie tätig ist.

## Kindheit und Jugend
Riemann wurde 1953 in Aue in Sachsen geboren. Kindheit und Jugendjahre verbrachte Sabine Riemann in Pöhla im Erzgebirge, in Karl-Marx-Stadt und in Berlin. Sie erwarb 1972 das Abitur mit Auszeichnung auf der Erweiterten Oberschule „Heinrich Hertz“, Spezialschule mathematischer Richtung, in Berlin.

## Beruflicher Werdegang
Riemann studierte 1972–1977 Physik an der Humboldt-Universität zu Berlin. Die Diplomarbeit mit dem Prädikat „Ausgezeichnet“ fertigte sie 1977 bei Professorin Karin Herrmann in der Arbeitsgruppe von Klaus H. Herrmann im Bereich Halbleiterphysik zu einem Thema über III-V-Verbindungshalbleiter, „Untersuchungen an pn-Übergängen Pb1-xSnxTe“, an. Nach der Diplomarbeit arbeitete sie in Forschung und Entwicklung in der DDR-Industrie, zunächst bis 1981 im Berliner Glühlampenwerk BGW des VEB Kombinat NARVA in Berlin, vorwiegend zu Problemen der Eichung von Lichtstrommessungen von Mehrbandenleuchtstofflampen. Nach Babypause und Wechsel in den VEB Schwermaschinenbau Heinrich Rau SHR in Wildau konstruierte sie Industrierobotersteuerungen. Die berufliche Wende trat durch einen Aufenthalt am internationalen Vereinigten Institut für Kernforschung (JINR) in Dubna/Sowjetunion (heute Russland) ein, wo sie von 1984 bis 1987 tätig war. Dort arbeitete sie im Labor für neue Beschleunigungsmethoden ONMU als Experimentalphysikerin in der Gruppe von Professor Igor Golutvin beim Experiment Ajax/Sigma (mit dem Detektoraufbau im Institut für Hochenergiephysik (Protwino) bei Serpuchow/Russland).
In der Protvino-Pisa-Zeuthen-Sofiya-Dubna-Kollaboration war sie an einer Studie zu Neutrino investigations at the UNK using tagged neutrino beam facility beteiligt. Das Beschleunigerprojekt UNK wurde letztlich nicht realisiert. In dieser Zeit gründet auch ihre Mitautorschaft in der ZFITTER-Kollaboration. Die ZFITTER-Kollaboration entwickelt und betreut die ZFITTER-Software für Standardmodell-Vorhersagen zur Physik des Z-Bosons. Riemann und ihre Mitautoren wurden dafür 2000 mit dem Wissenschaftlichen Preis erster Klasse des JINR Dubna ausgezeichnet. Riemann ist Mitautorin der 1986 erschienenen ersten Berechnung einer Vorhersage der W-Boson-Lebensdauer im Standardmodell und vieler weiterer phänomenologischer Studien.
Nach der Rückkehr in die DDR in 1987 war sie kurze Zeit im VEB Kombinat Untergrundspeicherbau UGB Mittenwalde tätig. Dort arbeitete sie in der Konstruktionsgruppe von Bernd Dorausch und entwickelte Industrieroboter für den Erdgas- und Erdöl-Rohrleitungsbau unter klimatischen Extrembedingungen. Riemann wechselte 1988 ins Rechenzentrum des Instituts für Hochenergiephysik (IfH) Zeuthen der Akademie der Wissenschaften der DDR. Sie entwickelte und betreute Software für die im IfH entwickelte z-Kammer des L3-Experiments am Beschleuniger LEP im Europäischen Kernforschungszentrum CERN.
Das IfH wurde gegründet, geleitet und über Jahrzehnte geprägt von Akademiemitglied Karl Lanius. Das Institut wurde nach der Wende 1991 aufgelöst und am 1. Januar 1992 durch einen Staatsvertrag ein Teilinstitut des Deutschen Elektronensynchrotron (DESY), Hamburg. Ein Teil der Mitarbeiter des IfH wurde dabei am DESY neu eingestellt. Seitdem ist Riemann in der Abteilung Hochenergiephysik tätig. Sie nutzte die Möglichkeit zur Promotion an der RWTH Aachen unter Anleitung von Professor i. R. Albrecht Böhm und verteidigte 1994 ihre Doktorarbeit zum Thema Search for a Z' boson at the Z resonance with the L3 detector at the LEP accelerator, die in der L3-Kollaboration am Beschleuniger LEP des CERN in Genf angefertigt wurde. Die Studie wurde Grundlage einer L3-Kollaborationspublikation. Das zugrunde liegende Computerprogramm ZEFIT, ein Interface zum ZFITTER-Programm, ist lizenziert, jedoch frei verfügbar. Riemann war von 1990 bis zur Beendigung der Kollaboration Mitglied in der Zeuthener Gruppe der L3-Kollaboration, die von Nobelpreisträger Samuel Ting geleitet wurde. Sie ist an mehreren aktuellen Projekten zur Präzisionsanalyse von Beschleunigerdaten und zur Vorbereitung eines neuen Elektron-Positron-Beschleunigers, ILC, beteiligt.

## Weitere Projekte und Lehre

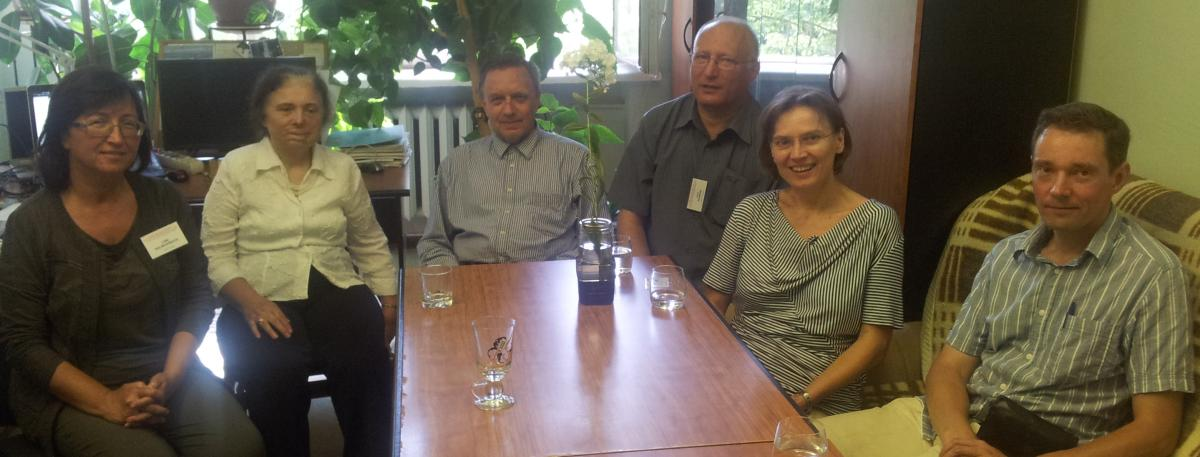
Sabine Riemann (2. v. r.) auf der Konferenz CALC 2012

1991/1992 arbeitete Riemann ein Jahr für die L3-Kollaboration am CERN. Neben den Messungen und Studien zur Physik des Z-Bosons in der L3-Kollaboration und in der LEP Electroweak Working Group LEPEWWG und der Betreuung von ZFITTER hat sich Riemann auch Studien zur Suche nach alternativen Modellszenarien in diversen Elektron-Positron-Collider-Projekten gewidmet. Hervorgehoben seien neben den erwähnten Beiträgen zur Suche nach schweren Eichbosonen die Studien zur Analyse der Z-Resonanz in der S-Matrix-Theorie. Der Übersichtsartikel „Precision electroweak physics at high energies“ fasst wesentliche Resultate dazu und zur Verifizierung des Standardmodells zusammen. Riemann arbeitete später auch wieder an Teilchenquellen- und Detektorstudien mit, unter anderem mit Peter Sievers (CERN, i. R.) und Professorin (in Cooperation with DESY) Gudrid Moortgat-Pick zur Produktion von polarisierten Positronen. Sie trägt gemeinsam mit Professor Wolfgang Friedrich Lohmann Verantwortung für die Linear Collider (LC)-Gruppe des DESY in Zeuthen zur Vorbereitung eines Elektron-Positron-Linearbeschleunigerprojektes. Sie ist Mitherausgeberin von Band 2 Physics des ILC Technical Design Reports von 2013. Das Dokument ist möglicherweise die Grundlage für den Bau des projektierten Colliders in Japan.
Riemann hat an der Universität Potsdam Kursvorlesungen zu Kern- und Teilchenphysik gehalten sowie Vorlesungen an der Technischen Fachhochschule Wildau (TU) zur Elementarteilchenphysik. Sie hat mehrere Diplomarbeiten und Doktorarbeiten wissenschaftlich betreut. Riemann bietet Sommerkursvorlesungen, unter anderem am DESY und am JINR an. Sie ist regelmäßig an der Organisation von Fachtagungen beteiligt, insbesondere beim LC Forum. Riemann kooperiert, vornehmlich zur Thematik Strahlenschutz, mit dem Projekt Photo Injector Test Facility at DESY, Campus Zeuthen PITZ.

## Persönliches
Riemann wohnt in Königs Wusterhausen und auf Usedom. Sie war mit dem deutschen Teilchenphysik-Theoretiker Tord Riemann (1951–2021) verheiratet und ist Mutter zweier erwachsener Kinder.